# Pristoceuthophilus celatus
Pristoceuthophilus celatus är en insektsart som först beskrevs av Scudder, S.H. 1894.  Pristoceuthophilus celatus ingår i släktet Pristoceuthophilus och familjen grottvårtbitare. Inga underarter finns listade i Catalogue of Life.